# 10e cérémonie des Chlotrudis Awards
La 10e cérémonie des Chlotrudis Awards, décernés par la Chlotrudis Society for Independent Film, a eu lieu le 28 mars 2004 et a récompensé les meilleurs films indépendants de l'année précédente.

## Palmarès

### Meilleur film
- Lost in Translation
  - 28 jours plus tard (28 Days Later)
  - American Splendor
  - Lilja 4-ever
  - Spellbound
  - The Station Agent'
  - Les Triplettes de Belleville

### Meilleur réalisateur
- Sofia Coppola pour Lost in Translation
  - Danny Boyle pour 28 jours plus tard (28 Days Later)
  - Claire Denis pour Vendredi soir
  - David Gordon Green pour All the Real Girls
  - Lukas Moodysson pour Lilja 4-ever
  - Lynne Ramsay pour Morvern Callar
  - Shari Springer Berman et Robert Pulcini pour American Splendor

### Meilleur acteur
- Philip Seymour Hoffman pour le rôle de Dan Mahowny dans Mister Cash (Owning Mahowny)
  - Javier Bardem pour le rôle d'Agustín Rejas dans The Dancer Upstairs
  - Bruce Campbell pour le rôle d'Elvis Presley / Sebastian Haff dans Bubba Ho-tep
  - Peter Dinklage pour le rôle de Finbar McBride dans The Station Agent
  - Paul Giamatti pour le rôle de Harvey Pekar dans American Splendor
  - Bill Murray pour le rôle de Bob Harris dans Lost in Translation
  - Campbell Scott pour le rôle de David Hurst dans The Secret Lives of Dentists

### Meilleure actrice
- Sarah Polley pour le rôle d'Ann dans Ma vie sans moi (My Life Without Me)
  - Oksana Akinshina pour le rôle de Lilya dans Lilja 4-ever
  - Keisha Castle-Hughes pour le rôle de Paikea Apirana dans Paï (Whale Rider)
  - Zooey Deschanel pour le rôle de Noel dans All the Real Girls
  - Scarlett Johansson pour le rôle de Charlotte dans Lost in Translation
  - Frances McDormand pour le rôle de Jane dans Laurel Canyon
  - Samantha Morton pour le rôle de Morvern Callar dans Morvern Callar
  - Charlotte Rampling pour le rôle de Sarah Morton dans Swimming Pool

### Meilleur acteur dans un second rôle
(ex æquo)
- Bobby Cannavale pour le rôle de Joe Oramas dans The Station Agent
- Jack Kehler pour le rôle de Denny dans Love Liza
  - Artyom Bogucharsky pour le rôle de Volodya dans Lilya 4-ever
  - Ossie Davis pour le rôle de Jack dans Bubba Ho-tep
  - Seth Green pour le rôle de James St. James dans Party Monster
  - Mark Ruffalo pour le rôle de Lee dans Ma vie sans moi (My Life Without Me)
  - Peter Sarsgaard pour le rôle de Chuck Lane dans Le Mystificateur (Shattered Glass)

### Meilleure actrice dans un second rôle
- Patricia Clarkson pour le rôle d'Olivia Harris dans The Station Agent
  - Patricia Clarkson pour le rôle de Joy Burns dans Pieces of April
  - Hope Davis pour le rôle de Joyce Brabner dans American Splendor
  - Olympia Dukakis pour le rôle de Lila dans The Event
  - Anna Kendrick pour le rôle de Fritzi Wagner dans Camp
  - Miranda Richardson pour le rôle d'Yvonne / Mrs. Cleg dans Spider
  - Ludivine Sagnier pour le rôle de Julie dans Swimming Pool
  - Paprika Steen pour le rôle de Marie dans Open Hearts (Elsker dig for evigt)

### Meilleure distribution
- The Station Agent
  - The Event
  - Godzilla, Mothra and King Ghidorah: Giant Monsters All-Out Attack (ゴジラ・モスラ・キングギドラ 大怪獣総攻撃)
  - Lawless Heart
  - Marion Bridge
  - Open Hearts (Elsker dig for evigt)
  - Take Care of My Cat (고양이를 부탁해)

### Meilleur scénario original
- Lost in Translation – Sofia Coppola
  - 28 jours plus tard (28 Days Later) – Alex Garland
  - All the Real Girls – David Gordon Green et Paul Schneider
  - L'Homme sans passé (Mies vailla menneisyyttä) – Aki Kaurismäki
  - Love Liza – Gordy Hoffman
  - The Station Agent – Thomas McCarthy

### Meilleur scénario adapté
- American Splendor – Shari Springer Berman et Robert Pulcini
  - Bubba Ho-tep – Don Coscarelli
  - Marion Bridge – Daniel MacIvor
  - Morvern Callar – Lynne Ramsay et Liana Dognini
  - The Safety of Objects – Rose Troche
  - The Secret Lives of Dentists – Craig Lucas
  - Le Mystificateur (Shattered Glass) – Billy Ray
  - Paï (Whale Rider) – Niki Caro

### Meilleure photographie
- Vendredi soir – Agnès Godard
  - 21 Grammes (21 Grams) – Rodrigo Prieto
  - 28 jours plus tard (28 Days Later) – Anthony Dod Mantle
  - All the Real Girls – Tim Orr
  - L'Arche russe (Русский ковчег) – Tilman Büttner
  - Lost in Translation – Lance Acord
  - Northfork – M. David Mullen
  - Le Peuple migrateur – Olli Barbé et al.

### Buried Treasure
- Marion Bridge
  - Dracula, pages tirées du journal d'une vierge (Dracula: Pages from a Virgin's Diary)
  - Love & Diane
  - Melvin Goes to Dinner
  - Ten (ده)

### Meilleur film documentaire
- Capturing the Friedmans
  - Lost in La Mancha
  - OT: Our Town
  - Spellbound
  - Le Peuple migrateur

### Meilleur court métrage
- Bun-Bun

Beatbox Philly
Blue Snow
Career Suicide
Dental Farmer
in sight
Robot Rumpus
The Show
Tomato Love
Two by Two
Unearthed
Wet Dreams and False Images
Woman

### Hall of Fame
- Philip Seymour Hoffman

### Excellence in Direction Award
- Thom Fitzgerald

### Breakthrough Award
- Kerry Washington

### Visionary Award
- Agnès Godard

### Body of Work Award
- Daniel MacIvor

### Someone to Watch Award
- Wiebke von Carolsfeld

### Maverick Award
- Larry Meistrich